# Candela Salinas
Candela Sol Salinas (Avellaneda, Provincia de Buenos Aires, Argentina, 23 de mayo de 2000) es una jugadora argentina de voleibol que se desempeña en la posición de punta-receptora. Formó parte del equipo de Boca Juniors, antes de pasar al vóley italiano. Junto a la Selección femenina de voleibol de Argentina formó parte de los planteles del Campeonato Sudamericano de Voleibol Femenino de 2021 y el Mundial de 2022, entre otros.

## Biografía
Comenzó la práctica del voleibol en el club Boca Juniors, donde debutó en el equipo titular en el torneo Metropolitano de 2016. Tras una lesión de Eugenia Nosach pasó a ganar minutos en la formación titular, lo que le permitió ser parte del equipo que se alzó con la Liga Argentina Femenina de 2019.
A mediados de 2020 partió a Italia para sumarse al Sassuolo de la Serie A2, la segunda división del voley profesional italiano. El equipo finalizó en el séptimo lugar de la temporada regular e ingresó a los play-offs por el ascenso a la Serie A1. Con el Sassuolo totalizó 33 partidos jugados con un total de 285 puntos (238 por ataque, 38 de bloqueo, 9 de saque). En septiembre de 2021 se unió al club belga Charleroi en reemplazo de la lesionada Alexandra Jupiter. El club al momento de su contratación expresó que se trataba de «una de las mejores extranjeras de la serie A2 italiana (...) dotada tanto en ataque como en recepción».
Para la temporada siguiente retornó a Italia para desempeñarse en el 3M Perugia, también de la serie A2. El equipo tuvo una mala temporada, finalizando en la última posición de la temporada regular con solo nueve puntos (tres victorias en 20 partidos), descendiendo luego a serie B1 tras la rueda salvación, pero a nivel personal Salinas totalizó 424 puntos (372 de ataque, 18 de saque, 34 por bloqueo) en 31 partidos jugados. En junio de 2023 el Picco Lecco, de serie A2, anunció su contratación, sin embargo antes de finalizar la temporada se anunció su retorno a Boca Juniors por «motivos personales».En Boca se sumó al plantel que disputó la Liga Femenina de voleibol argentino de 2024, donde el equipo fue eliminado en semifinales por Estudiantes de La Plata.En julio de 2024 el club italiano FGL-Zuma Castelfranco, recién ascendido a la serie A2, anunció su fichaje para la temporada 2024/25.

## Selección nacional
Como parte de las selecciones de base, participó en el Campeonato Mundial sub-18 de 2017, la Copa Panamericana sub-18 de ese mismo año, el Campeonato Sudamericano Sub-20 de 2018 (subcampeona) y el Mundial sub-20 de 2019. Ese mismo 2019 integró el plantel de la selección mayor, con la que disputó la Copa Mundial de 2019. Le siguieron los campeonatos sudamericanos de 2021 (medalla de bronce) y 2023 (segundo lugar), el Campeonato mundial de 2022, donde Argentina logró por primera vez avanzar a la segunda ronda del torneo, y la Copa Panamericana de 2023, donde el seleccionado argentino consiguió su primera medalla de oro en la competencia.

## Palmarés

### Clubes
- Liga Argentina Femenina de 2019 (con Boca Juniors)

### Selección nacional

#### Selecciones de base
- Campeonato Sudamericano Sub-20 de 2018

#### Selección mayor
- Campeonato Sudamericano 2021
- Campeonato Sudamericano 2023
- Copa Panamericana de 2023